# Nationalrat Südkameruns
Der Nationalrat Südkameruns (englisch Southern Cameroons National Council, französisch Conseil national du Cameroun du Sud, kurz SCNC) ist eine gewaltlose sezessionistische Organisation, die sich für Selbstbestimmung einsetzt und nach der Unabhängigkeit des anglophonen Südkameruns (Ambazonien, ehemaliges Britisch-Kamerun) vom frankophonen Teil der Republik Kamerun (La République de Cameroun) strebt.

## Geschichte
Im Jahr 1999 erklärte der Nationalrat Südkameruns die Unabhängigkeit von Ambazonien. 1999 und 2000 kam es zu Demonstrationen und auch Ausschreitungen der Sezessionisten. Im Jahr 2001 gründete eine Gruppe von Exilmitgliedern des Nationalrates von Südkamerun eine sogenannte „Botschaft Südkameruns“ in der deutschen Stadt Frankfurt. Der Führer der Gruppe fragte nach einer deutschen Militärintervention mit seiner Begründung, dass „Deutschland das Land gut kenne“.
Seit 2004 ist der Nationalrat stellvertretend für Südkamerun Mitglied der Organisation der nicht-repräsentierten Nationen und Völker.

## Weitere Einzelheiten
Der Nationalrat von Südkamerun ist eine gewaltfreie Organisation und sein Motto lautet: „Die Kraft des Arguments, nicht das Argument der Kraft.“ Der derzeitige Vorsitzende ist der Häuptling Ayamba Ette Otun. Da der Nationalrat Südkameruns die Abspaltung vom frankophonen Kamerun rechtfertigt, wurde es von der Regierung Paul Biya zu einer illegalen Organisation erklärt. Sicherheitskräfte unterbrechen regelmäßig Treffen des Nationalrats von Südkamerun und verhaften Mitglieder. Dabei werden sie typischerweise mehrere Tage in Gewahrsam genommen.